# فهرست جزایر جمهوری آذربایجان

## جزایری که در مجمع الجزایر باکو هستند
- جزیره نارگین
- جزیره وولف
- جزیره قوم
- جزیره تاوا

## جزایری که از گروه اصلی جدا هستن
- جزیره گیل
- زنبیل (جزیره)
- سنگ مغان
- چیکیل
- قره‌سو
- خره‌زیره
- جزیره Qutan
- کورداشی
- جزیره شنی
- جزیره Adsiz Ada

## در مجمع الجزایر باکو نیستند
- چیلوف
- پیراللهی
- سوینوی